# Hunted (film)
Hunted is een  Britse misdaadfilm uit 1952 onder regie van Charles Crichton. Hij won met deze film de Gouden Luipaard op het filmfestival van Locarno.

## Verhaal
Chris Lloyd is een voortvluchtige moordenaar die rondzwerft over het Engelse platteland. De weesjongen Robbie kruist zijn pad. Hij blijft Lloyd achtervolgen en reist uiteindelijk met hem mee.

## Rolverdeling
| Acteur            | Personage               |
| ----------------- | ----------------------- |
| Dirk Bogarde      | Chris Lloyd             |
| Jon Whiteley      | Robbie                  |
| Elizabeth Sellars | Magda Lloyd             |
| Kay Walsh         | Mevrouw Sykes           |
| Frederick Piper   | Mijnheer Sykes          |
| Julian Somers     | Jack Lloyd              |
| Jane Aird         | Mevrouw Campbell        |
| Jack Stewart      | Mijnheer Campbell       |
| Geoffrey Keen     | Inspecteur Deakin       |
| Douglas Blackwell | Brigadier Grayson       |
| Leonard White     | Brigadier               |
| Gerald Anderson   | Hulpcommissaris         |
| Denis Webb        | Hoofdcommissaris        |
| Gerald Case       | Adjunct-hulpcommissaris |
| John Bushelle     | Hoofdinspecteur         |